# Gildas Sagot
Pour les articles homonymes, voir Sagot.
Gildas Sagot, né le 27 octobre 1958 à Oran et mort le 30 octobre 2018 au Chesnay, est un journaliste, un consultant en communication, un écrivain et auteur de jeu de société.

## Biographie
Il étudie au lycée École alsacienne à Paris (1969-1977), puis à l’université Paris-Dauphine (1978-1982) où il obtient une maîtrise de sciences de gestion.
En 1983, il commence sa carrière en tant que journaliste à La Lettre de la sécurité informatique où il reste jusqu’en 1995. En parallèle, il est également auteur dans Jeux et Stratégie et publie onze livres aux éditions Gallimard. De 1996 à 1999, il est rédacteur puis rédacteur en chef chez Verbe (groupe Publicis). 
De 2000 à 2005, il est consultant en communication éditoriale chez Substance, un poste qui l’amène en 2000 à réaliser des jeux-concours pour le site 01net.com. De 2005 à 2009, il est consultant indépendant en communication éditoriale, travaillant pour GDF SUEZ, Fnac.com, le ministère de l’écologie ou Veolia. 
Depuis 2009, il est responsable éditorial et journaliste chez Dorgan, société qu'il a fondée.
Parallèlement à son activité professionnelle principale, il collabore à la rédaction de divers magazines, notamment dans les secteurs de la santé, de la distribution et de la défense, et travaille sur de nombreux sites web.
Il meurt en 2018.

### À-côtés ludiques
Outre la publication d’écrits dans Jeux et Stratégies, il a d’autres activités ludiques :
- Gildas Sagot est également joueur du jeu Diplomatie. Il a notamment participé à plusieurs championnats de France de 1985 (qui était aussi la Ire édition du championnat et où il a terminé 12e) à 2004, il a aussi terminé 81e du championnat du monde 2001[2].
- en 2008, son jeu Star Edge est primé au concours de créateurs de jeux de Boulogne-Billancourt.

## Publications
Livres publiés chez Gallimard, :
- Jeux de rôle : tout savoir sur les jeux de rôle et les livres dont vous êtes le héros, Gallimard, 1986, 168 p.  (ISBN 2-07-051030-1)réédition, Posidonia Éditions, coll. « Posidonia JDR », 2023, 172 p. (ISBN 978-2-490807-74-1)
- Série Défis et Sortilèges :

1. Caïthness l'élémentaliste, 1988  (ISBN 2-07-033503-8).
2. Keldrilh le ménestrel, 1988  (ISBN 2-07-033502-X).
3. Péreim le Chevalier, 1988  (ISBN 2-07-033504-6).
4. Kandjar le magicien, 1988  (ISBN 2-07-033505-4).
5. Les Héritiers de Dorgan, 1991  (ISBN 2-07-056644-7) ;
réédition Scriptarium, 2023.
6. Le Sanctuaire des Horlas, 1991  (ISBN 2-07-056649-8) ;
réédition Scriptarium, 2023.
7. La Huitième Porte, 1992  (ISBN 2-07-056738-9).
8. L'Ultime Réincarnation, 1992  (ISBN 2-07-056739-7).

- Série Métamorphoses :

1. L'Homme aux cent visages, 1993  (ISBN 2-07-056940-3)[5].
2. L'Oracle de Balkh, 1994  (ISBN 2-07-056941-1)[6].

- Ouvrage traduit :
  - L'As des as[7], Gallimard, 1986  (ISBN 2-07-033701-4).

Jeux publiés dans la revue Jeux et Stratégie ISSN 0247-1124 :
- Mutants in Jeux & Stratégie no 26 d'avril/mai 1984
- Europaïa 2012 in Jeux & Stratégie no 36 de décembre 1985/janvier 1986
- Le Quartier Chaud in Jeux & Stratégie no 37 de février/mars 1986
- Le Sceptre Maudit in Jeux & Stratégie no 38 d'avril/mai 1986